# 神村恵
神村 恵（かみむら めぐみ）は、日本の振付家、ダンサー。

## 概要
2000年、国際基督教大学教養学部人文科学科卒業。同年より、オランダのロッテルダムダンスアカデミーにて1年間学ぶ。
2006年、神村恵カンパニーとしても活動を開始。 
2004年より、国内外の様々な場所にて公演を行う。
2011年より高嶋晋一と「前後」、2016年より美術家・津田道子とのユニット「乳歯」を始動。

## 作品
- 2019年「Strange Green Powder」（フェスティバル/トーキョー19、東京）
- 2020年 乳歯「スクリーン・ベイビー#2」(トーキョーアーツアンドスペース本郷、東京）